# Quesnelia seideliana
Quesnelia seideliana là một loài thực vật có hoa trong họ Bromeliaceae. Loài này được L.B.Sm. & Reitz miêu tả khoa học đầu tiên năm 1963.

## Hình ảnh

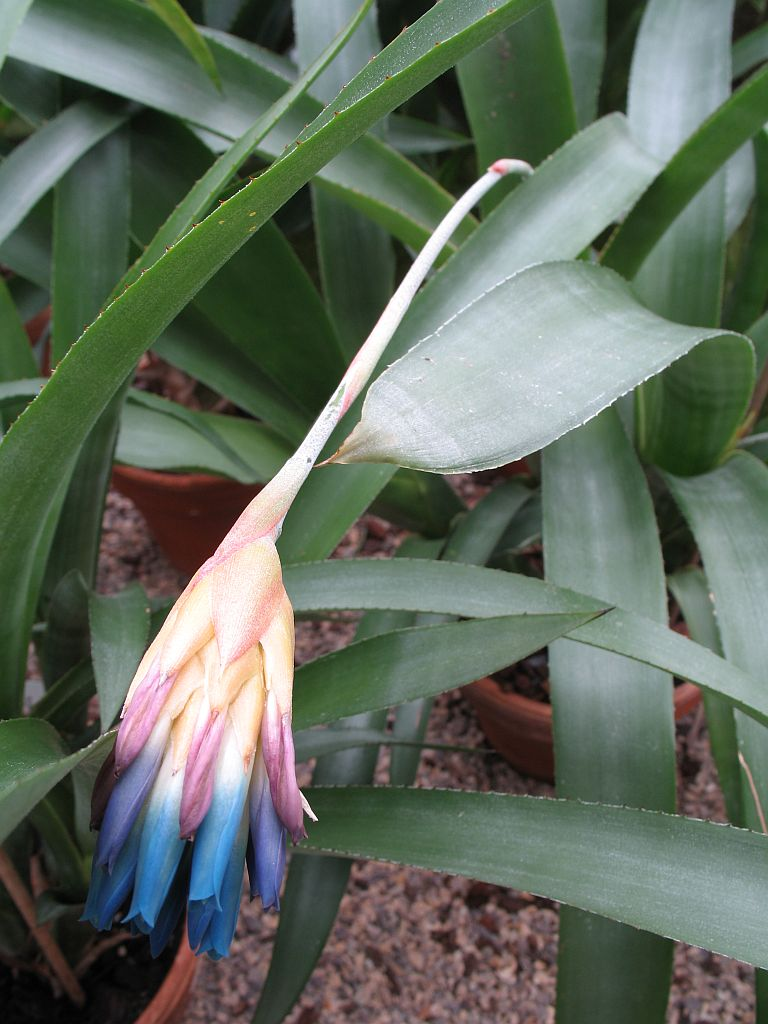
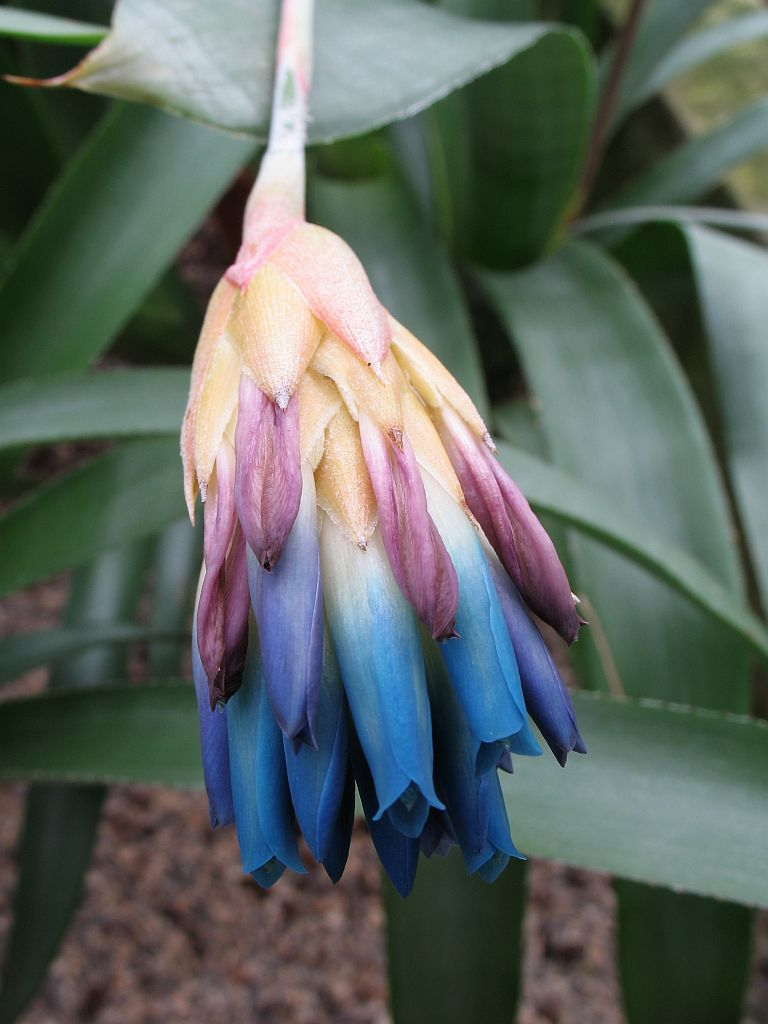
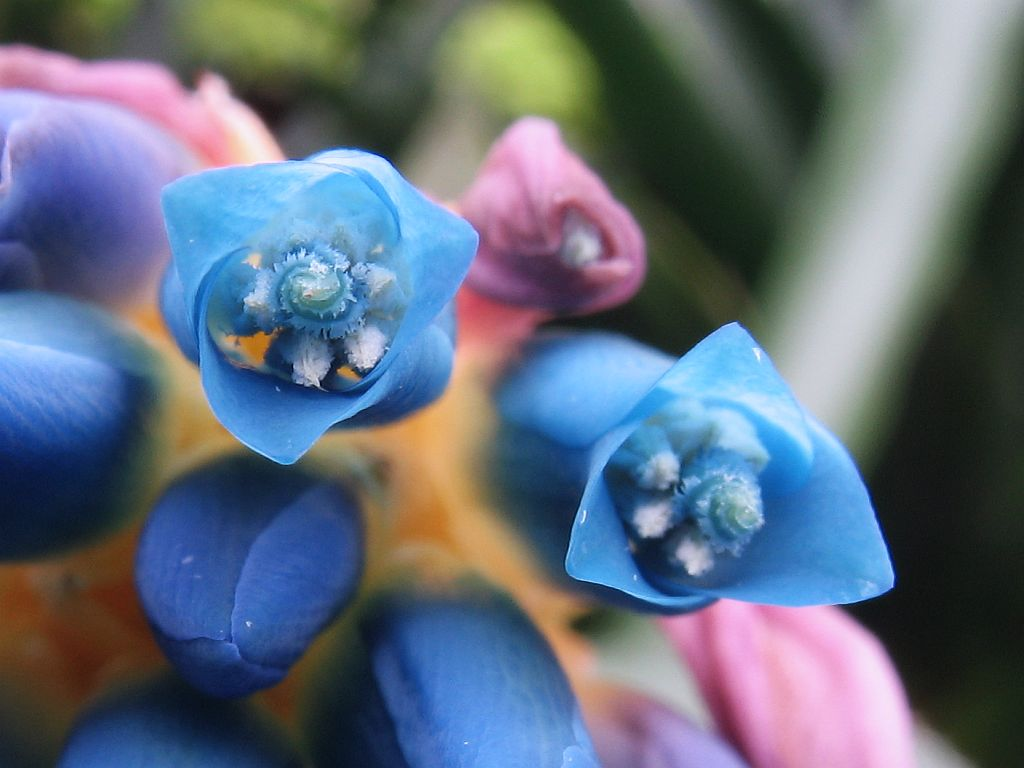